# Ameroseius renatae
Ameroseius renatae es una especie de ácaro del género Ameroseius, familia Ameroseiidae. Fue descrita científicamente por Mašán en 2017.
Esta especie fue descubierta en Eslovaquia.